# Campylopus pyriformis
Espèce
Campylopus pyriformis est une espèce de bryophytes du genre Campylopus appartenant à la famille des Dicranaceae.